# راوی کیشان
راوی کیشان (انگلیسی: Ravi Kishan، زاده ۱۷ ژوئیه ۱۹۶۹) بازیگر اهل کشور هند است.
وی بازیگر فیلم‌هایی همچون ارتش بوده‌است.

## فیلم‌شناسی
فهرست برخی از فیلم‌هایی که راوی کیشان در آنها به ایفای نقش پرداخته‌است:
- ارتش
- شانس
- ۱۹۷۱
- به نام تو
- به ساجانپور خوش‌آمدید
- پلید
- مامور وینود
- آن
- کلک در کلک
- دل زخمی
- قیمت
- گلوله راجا
- منطقه قاضی‌آباد
- بدهکار به زندگی
- محله آسی
- عشق خطرناک
- پول باشه یار هم میاد
- جنگجو
- ازدواج تانو و مانو
- ترور
- طوفان آتش
- اسب مسابقه
- بوکسورها
- زنده باد ناراسیما ردی
- دارم می‌میرم
- خانه بتلا
- پسری با کیفیت خوب
- لگد ۲
- شوهر دست دوم
- دروغ
- لاکنو مرکزی
- مأموریت رانیگانج
- شاهد
- اذان
- جبهه آتش
- طرح
- به بازی ادامه بده